# Anders Celsius
Anders Celsius (27 tháng 11 năm 1701 - 25 tháng 4 năm 1744) là một nhà thiên văn học người Thụy Điển. Ông là giáo sư thiên văn học tại Đại học Uppsala (1730-1744), nhưng đi du lịch (1732-1735) thăm đài quan sát đáng chú ý tại Đức, Italy và Pháp. Ông thành lập Đài quan sát thiên văn học Uppsala vào năm 1741, và năm 1742 ông đề nghị các nhiệt độ quy mô mà lấy tên của ông, Celsius. Quy mô này sau đó đảo ngược vào năm 1745 bởi Carl Linnaeus, một năm sau khi Celsius chết.

## Tiểu sử

### Tuổi trẻ
Anders Celsius được sinh ra tại Uppsala, Thụy Điển vào ngày 27 Tháng 11 năm 1701. Gia đình ông có nguồn gốc từ Ovanåker, tỉnh Hälsingland. Tên gia đình là một phiên bản tiếng Latin của tên nhà của 1 mục sư (Hōgen). Anders đã được trở thành một tín đồ của phái Luther.
Là con trai của một giáo sư thiên văn học, Nils Celsius, và cháu trai của nhà toán học Magnus Celsius và nhà thiên văn học Anders Spole, Celsius đã chọn một nghề nghiệp trong khoa học. Ông đã tỏ ra là một nhà toán học tài năng từ rất sớm. Anders Celsius học tại Đại học Uppsala, nơi cha của ông là một giáo viên, và năm 1730 ông cũng đã trở thành một giáo sư thiên văn học ở đó.

### Hướng nghiệp
Năm 1730, ông xuất bản Nova Methodus distantiam Solis một determinandi terra (Phương pháp mới Xác định khoảng cách từ mặt trời đến Trái Đất). Nghiên cứu của ông cũng tham gia nghiên cứu về các hiện tượng cực quang, mà ông thực hiện với trợ lý của ông Olof Hiorter, và ông là người đầu tiên đề xuất một kết nối giữa các bắc cực quang và những thay đổi trong từ trường của Trái Đất. Ông đã quan sát các biến thể của kim la bàn và thấy rằng chung lớn hơn đường cong tương quan với các hoạt động cực quang mạnh hơn. Tại Nuremberg năm 1733, ông xuất bản một bộ sưu tập của 316 quan sát cực quang borealis của mình và những người khác trong giai đoạn 1716-1732.
Celsius đi du lịch thường xuyên trong các thập niên 1730, đầu năm, bao gồm Đức, Ý, và Pháp, khi ông viếng thăm hầu hết các đài quan sát châu Âu lớn. Ở Paris, ông ủng hộ việc đo của một cung của các kinh tuyến tại Lapland. Năm 1736, ông tham gia các đoàn thám hiểm tổ chức cho mục đích đó của Viện Hàn lâm Khoa học Pháp, do nhà toán học người Pháp Pierre Louis Maupertuis (1698-1759) để đo lường mức độ của vĩ độ. Mục đích của chuyến thám hiểm này đã được để đo chiều dài của một độ dọc theo kinh tuyến một, gần các cực, và so sánh kết quả với một đoàn thám hiểm tương tự như Peru, hôm nay tại Ecuador, gần đường xích đạo. Các cuộc thám hiểm xác nhận Isaac Newton của niềm tin rằng hình dạng của Trái Đất là một hình ellipsoid dẹt ở hai cực.
Năm 1738, ông xuất bản De observationibus pro figura telluris determinanda (Quan sát về Xác định hình dạng của Trái Đất). Sự tham gia vào các cuộc thám hiểm Lapland cua Celsius đã cho anh ta được tôn trọng nhiều ở Thụy Điển với chính phủ và các đồng nghiệp của mình, và đóng một vai trò quan trọng trong việc tạo sự quan tâm từ các nhà chức trách Thụy Điển đóng góp các nguồn lực cần thiết để xây dựng một đài quan sát mới hiện đại tại Uppsala. Ông đã thành công trong yêu cầu, và Celsius thành lập Đài quan sát thiên văn học Uppsala vào năm 1741. Dài quan sát này được trang bị các dụng cụ mua trong chuyến đi dài của mình ở nước ngoài, bao gồm các công nghệ hiện đại nhất của thời kỳ công cụ "
Trong thiên văn học, Celsius bắt đầu một loạt các quan sát bằng cách sử dụng các tấm thủy tinh màu để ghi lại độ lớn (một thước đo độ sáng) của các ngôi sao nhất định. Đây là nỗ lực đầu tiên để đo cường độ của ánh sáng sao với một công cụ khác hơn so với mắt người. Ông đã quan sát nhật thực và các đối tượng thiên văn khác nhau và danh mục xuất bản của xác định độ lớn một cách cẩn thận cho khoảng 300 ngôi sao bằng cách sử dụng hệ thống riêng của trắc quang của mình (có nghĩa là lỗi = 0,4).
Celsius là người đầu tiên thực hiện và xuất bản các thí nghiệm nhằm định nghĩa của một quốc tế nhiệt độ quy mô trên cơ sở khoa học. Trong tờ giấy "quan sát của hai độ liên tục trên nhiệt kế" của ông, ông báo cáo thí nghiệm để kiểm tra xem các điểm đông là độc lập của vĩ độ (và áp suất không khí). Ông xác định sự phụ thuộc của sôi nước với áp suất khí quyển đã được chính xác ngay cả theo tiêu chuẩn hiện đại. Ông cũng đã đưa ra một quy tắc để xác định điểm sôi nếu lệch áp suất khí quyển từ một áp lực tiêu chuẩn nhất định. Ông đề xuất quy mô nhiệt độ Celsius trong một bài báo để các Hội Khoa học Hoàng gia tại Uppsala, Thụy Điển lâu đời nhất khoa học xã hội, thành lập năm 1710. Nhiệt kế của ông đã được hiệu chỉnh với giá trị là 100° cho điểm đông của nước và 0° cho các điểm sôi. Năm 1745, một năm sau cái chết của ông, quy mô đã được đảo ngược bởi Carl Linnaeus để tạo điều kiện thực tế đo nhiều hơn. Celsius ban đầu được gọi là quy mô Celsius của mình bắt nguồn từ tiếng Latin cho "trăm bước". Trong nhiều năm nó đã được chỉ đơn giản gọi là nhiệt kế của Thụy Điển.
Celsius tiến hành đo đạc địa lý nhiều bản đồ tổng hợp Thụy Điển, và là một trong những đầu tiên cần lưu ý rằng có rất nhiều Scandinavia đang dần tăng lên trên mực nước biển, một quá trình liên tục đã xảy ra từ sự tan chảy của băng từ mới nhất của kỷ băng hà. Tuy nhiên, ông sai khi đặt ra quan điểm cho rằng nước đã bốc hơi.
Năm 1725 ông trở thành thư ký của Hiệp hội Khoa học Hoàng gia tại Uppsala, và làm việc tại đây cho đến khi ông qua đời vì bệnh lao năm 1744. Ông ủng hộ sự hình thành của Hoàng gia Thụy Điển, Viện khoa học tại Stockholm năm 1739 của Linnaeus và năm người khác, và được bầu làm thành viên tại cuộc họp đầu tiên của học viện này. Thực tế, tên học viện đã được đề xuất là Celsius.
Celsius được chôn cất tại Giáo hội Uppsala tại Gamla Uppsala bên cạnh ông nội của ông